# 行旅人
行旅人（こうりょにん）とは、市町村の条例で定義づけられる移動中の人や漂泊中の人のこと。特定の目的地を持たない人を含むことから、単なる旅人とは異なる。市町村によっては、浮浪者を含めて定義づけする場合もある。身寄りを持たない、または身分を証明するものを持たない行旅人が死亡した場合には、行旅死亡人として扱われる。なお、「行路人」というのは誤りで正しくは「行旅人」である。

## 地方自治体の支援
各市町村では、金銭を失った行旅人に対して援助するため、救助金や移送費を支出する条例を制定している。
しかし実情は、当該市町村に隣接する市町村の駅への回数券または運賃分の現金を支給する程度であり、抜本的な援助体系を採る市町村は少ない。